# セレニティ・フォージ
セレニティ・フォージ（Serenity Forge）は、コロラド州ボルダーに拠点を置く、アメリカ合衆国のコンピュータゲーム開発・販売会社。このスタジオは、ゼンホア・ヤンによって2014年に設立された。 